# Soljanka

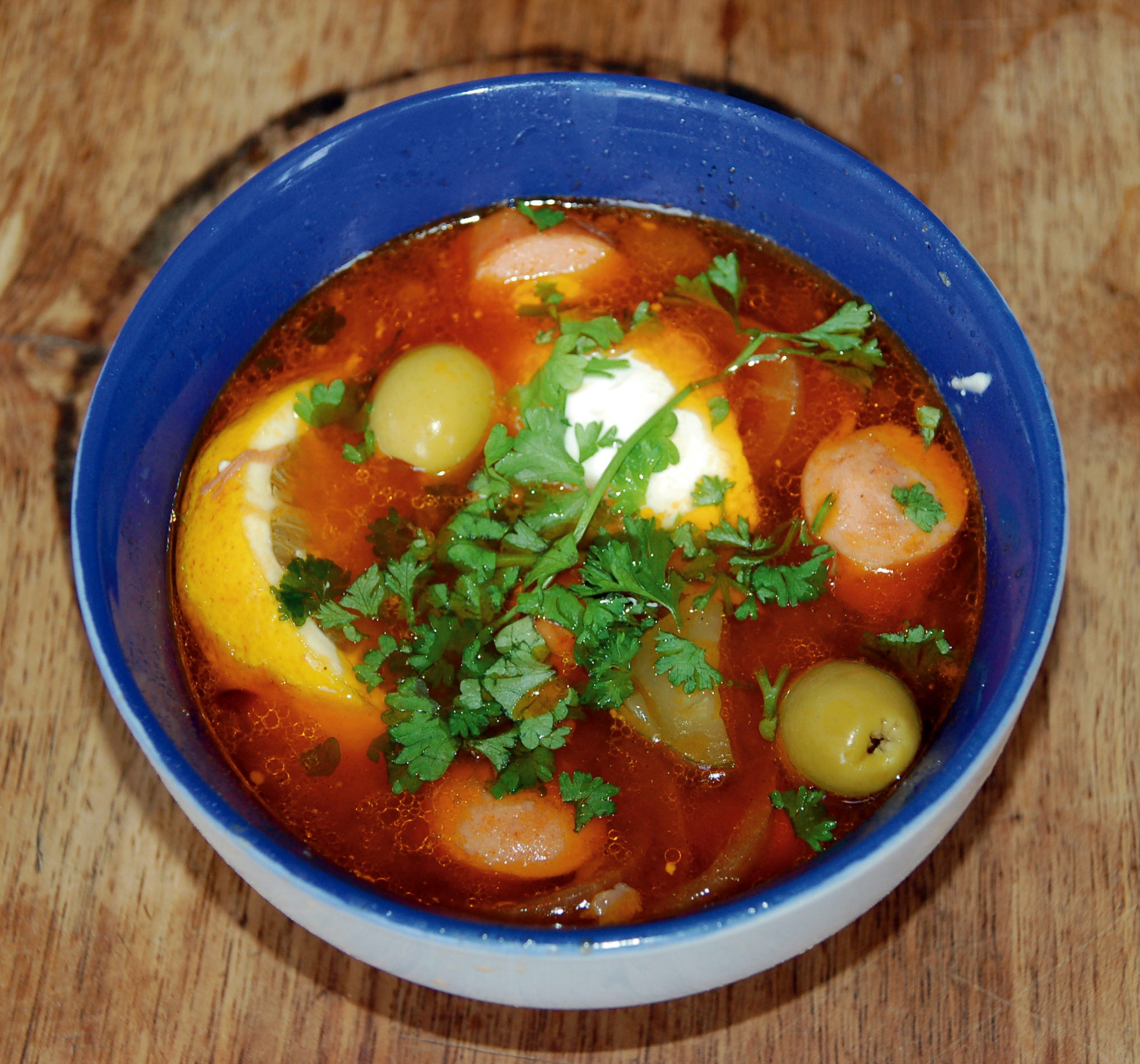
Soljanka med oliver.

Soljanka (ryska: солянка) (även Seljanka) är en soppa eller gryta av ryskt ursprung och med spridning i stora delar av Östeuropa samt forna Östtyskland. Grytan är ofta gjord på stuvad kål med antingen svamp eller kött. Soljanka är förutom i Ryssland en traditionell rätt i bland annat det ukrainska, belarusiska, baltiska och tyska köket.
Man skiljer på tre sorter beroende på huvudingrediensen: kött, fisk eller svamp. I alla varianter ingår sur gurka. Ofta finns även kål, gräddfil och dill med. Vid tillagning kokas först gurkans buljong och sedan tillsätter man kött- eller fiskbuljong samt alla andra ingredienser.
Grytan garneras oftast med lite gräddfil eller citronskivor.